# Liste der ÖRK-Mitgliedskirchen in der Karibik
Die Liste der ÖRK-Mitgliedskirchen in der Karibik erfasst die Mitglieder des Ökumenischen Rats der Kirchen, geordnet nach den Staaten bzw. Territorien, in denen sie ihren Hauptsitz haben.
| Hauptsitz (Staat bzw. Territorium) | Kirche                                                 | Kirchenfamilie                                | Mitgliederzahl |
| ---------------------------------- | ------------------------------------------------------ | --------------------------------------------- | -------------- |
| Antigua und Barbuda                | Methodistische Kirche in der Karibik und Lateinamerika | Methodistische Kirchen                        | 62.120         |
| Antigua und Barbuda                | Brüder-Unität Provinz Westindien Ost                   | Brüder-Unität und historische Friedenskirchen | 20.000         |
| Bahamas                            | Kirche in der Provinz Westindien                       | Anglikanische Kirchen                         | 770.000        |
| Curaçao                            | Vereinigte Protestantische Kirche von Curaçao          | Vereinigte und sich vereinigende Kirchen      | 5.000          |
| Haiti                              | Baptistenbund von Haiti                                | Baptistengemeinden                            | 82.000         |
| Jamaika                            | Baptistenunion von Jamaika                             | Baptistengemeinden                            | 43.000         |
| Jamaika                            | Brüder-Unität in Jamaika                               | Brüder-Unität und historische Friedenskirchen | 30.000         |
| Jamaika                            | Vereinigte Kirche auf Jamaika und den Cayman-Inseln    | Vereinigte und sich vereinigende Kirchen      | 60.000         |
| Kuba                               | Methodistische Kirche in Kuba                          | Methodistische Kirchen                        | 10.000         |
| Kuba                               | Presbyterianisch-Reformierte Kirche in Kuba            | Reformierte Kirchen                           | 15.000         |
| Puerto Rico                        | Methodistische Kirche von Puerto Rico                  | Methodistische Kirchen                        | 12.000         |
| Suriname                           | Brüder-Unität in Suriname                              | Brüder-Unität und historische Friedenskirchen | 40.000         |
| Trinidad und Tobago                | Presbyterianische Kirche in Trinidad und Tobago        | Reformierte Kirchen                           | 40.000         |